# Kurkgeld
Kurkgeld, ook wel kurkengeld of kurkrecht genoemd, is de vergoeding die een restaurant vraagt als een gast eigen drank wil laten serveren.
Het zelf meenemen van drank kan voortkomen uit de wens om een speciale of bijzondere fles wijn te kunnen drinken die niet op de kaart van het restaurant staat. Het gevraagde bedrag is bedoeld om gederfde inkomsten te compenseren. Kurkgeld dekt ook de kosten van bediening en het gebruik van glaswerk.
Een andere betekenis van kurkengeld is de financiële vergoeding die champagne-importeurs gaven aan horecapersoneel voor het schenken van hun flessen champagne. Omdat dit in de horeca leidde tot hogere champagneprijzen, besloot de Nederlandse branchevereniging in 1938 dat dergelijke afspraken niet meer toegestaan waren.